# WildWater Adventure
Wild Water Adventure est un parc aquatique situé à Muskegon, dans le Michigan, rattaché au parc d’attractions Michigan's Adventure et dirigé par Cedar Fair Entertainment. Il est ouvert depuis 1991.
L'entrée au parc est incluse dans le prix d'entrée du parc d'attractions.

## Attractions
- Funnel of Fear
- Mammoth River
- Mine Shaft
- Ridge Rider
- Slidewinders
- Wild Slide
- Cyclone Zone
- Tidal Wave
- Snake Pit
- Jolley Roger Pirate Ship
- Half Pint Paradise
- Boogie Beach
- Commotion Ocean
- Lazy river